# 憲法色
憲法色（けんぽういろ）は、黒褐色の1つ。別名に憲法黒、憲法染、憲法茶などがある。
剣術家の吉岡直綱（号は憲法）が広めたとされることからこの名が付いた。個人名に由来する色名としてはおそらく最初期のものと考えられている。
吉岡一門は足利将軍の兵法師範を務める兵法の名家として名高く、足利将軍家が衰退した後は豊臣秀吉に仕官した。そのため、徳川家康に与することを潔しとせず、豊臣秀頼に従って大坂の陣に参陣し、敗戦の後は家業の剣術を棄て、家伝の染色をもって生計を立てる道を選んだ（宮本武蔵の養子であった宮本伊織が記した『小倉碑文』には、吉岡清十郎が武蔵との立合いで惨敗したため廃業したとあるが、それを裏付ける資料は存在せず、創作の可能性が濃厚である）。
なお、染色の技術は、門人であった明出身の李三官という人物から伝わったとされる。
当時の染料の多くは薬草として使用されることも多く、傷の治療などの目的から、兵法の名家が生薬の扱いに慣れ親しんでいたことはそれほど珍しいことではなかった。吉岡一門は道着の染色を全て一門のもので賄っていた。
黒染めには高い技術が必要だったこともあり、吉岡家の堅牢で良心的価格の小袖は非常に人気があった。憲法色は江戸時代を通じて人気の高い色となっている。京都の多くの染屋が吉岡家から染めの技術を学び暖簾分けされたため、京都の染色業者には吉岡姓の家が多い。